# 貝亨施托克山
46°40′44″N 8°38′25″E / 46.678974°N 8.640312°E

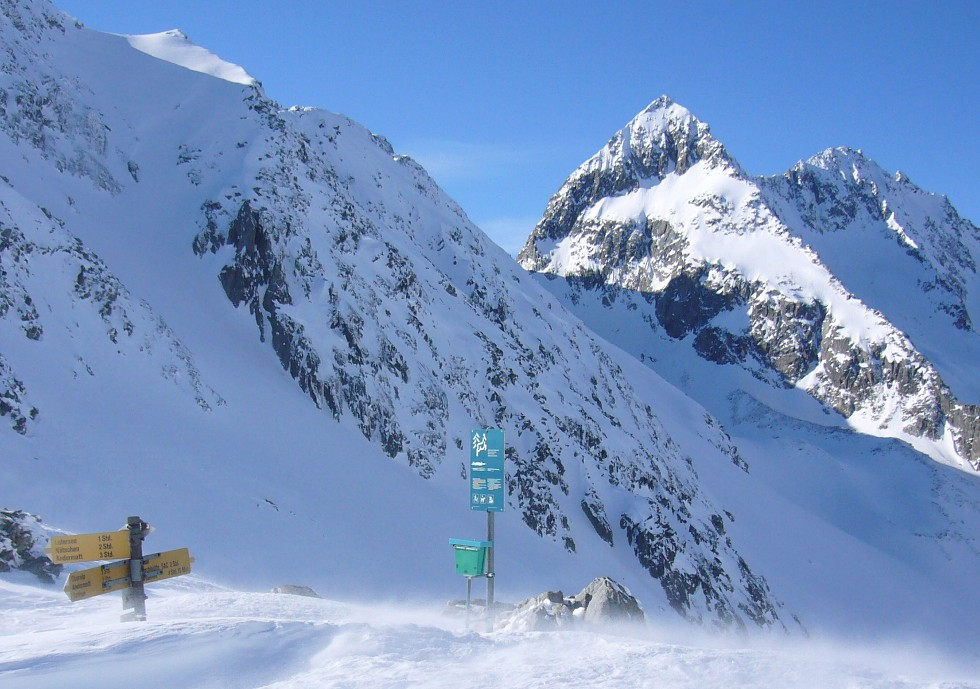

貝亨施托克山（Bächenstock），是瑞士的山峰，位於該國中部，由烏里州負責管轄，處於伯爾尼以東100公里，屬於格拉魯斯山的一部分，海拔高度2,943米。